# Amaru Entertainment
Amaru Entertainment é uma gravadora fundada pela mãe de Tupac Shakur após sua morte. Sua distribuidora é a Interscope Records.